# Acrobasis alexandra
Acrobasis alexandra is een vlinder van de familie van de snuitmotten (Pyralidae). De wetenschappelijke naam van deze soort is voor het eerst voorgesteld door Rolf-Ulrich Roesler en Peter Victor Küppers in een publicatie uit 1981.
De soort komt voor op Sumatra.